# گوزن نه‌رنگ
گوزن نُه‌رنگ (به چینی: 九色鹿، به پین‌یین: Jiǔ Sè Lù، به انگلیسی: A Deer of Nine Colors) یک فیلم کوتاه پویانمایی چینی به مدت ۳۰ دقیقه است که در سال ۱۹۸۱ توسط استودیو پویانمایی شانگهای ساخته‌شد. این انیمیشن بر پایهٔ داستانی به‌همین نام در جاتاکاهای بودایی که بر دیواره‌های غار موگای یا غار هزار بودا در دون‌خوانگ چین نقاشی شده‌بود ساخته شده‌است.

## داستان
زمانی در عهد باستان، بازرگانی ایرانی در بیابان دچار طوفان شن شده و گم می‌شود. ناگهان گوزنی نه‌رنگ در برابرش پدیدار می‌شود و راه را به او نشان می‌دهد. گوزن سپس به جنگل محل زندگیش باز می‌گردد و ناله‌ای را می‌شنود. با رفتن به‌دنبال صدا مردی را می‌بیند که در حال غرق شدن در رودخانه است. گوزن او را نجات می‌دهد و مرد نیز در مقابل به او قول می‌دهد که به کسی چیزی دربارهٔ محل زندگیش نگوید.
از سوی دیگر بازرگان ایرانی که به کاخ پادشاه رفته است برای او از اتفاقی که در بیابان برایش افتاده می‌گوید و ملکه خواهان آن می‌شود تا گوزن را شکار کرده و از پوستش جامه‌ای برای او بدوزند. پادشاه که اصرار همسرش را می‌بیند اعلام می‌دارد هرکس که جای گوزن را به او نشان دهد پاداشی بس عظیم دریافت خواهد نمود. مرد نجات‌یافته از غرق‌شدن با فهمیدن این موضوع تطمیع شده و برآن می‌شود تا جای گوزن را به پادشاه نشان دهد. او همراه با سربازان به جایی که گوزن نه‌رنگ را دیده بود می‌رود و با افکندن دوبارهٔ خود به رودخانه تظاهر به غرق‌شدن می‌کند. نقشه آن است که هنگامی که گوزن به نجات او می‌آید سربازان گوزن نه‌رنگ را با تیر بزنند. گوزن می‌آید اما تیرهای سربازان دربرابر او به خاک تبدیل می‌شود. گوزن سپس به پادشاه از ناسپاسی مرد در برابر خوبی کردنش به او می‌گوید و پادشاه سخت از این موضوع برآشفته می‌شود. مرد طماع که از خشم پادشاه وحشت کرده است عقب‌عقب رفته، به درون رودخانه افتاده و غرق می‌شود.

## عوامل
- کارگردان: چیان جیاجون
- نویسنده: پان جیه‌زی
- طراحی شخصیت‌ها: هو یونگ‌کای
- طراحی پس‌زمینه: فنگ جیان‌نان
- انیماتورها: دو چون‌پو، فن مادی، یانگشو یینگ، شو شوان‌دو، یین چینگ‌می، تونگ شوئه‌جی، لو چنگ‌فا